# Юзос
Юзо́с (фр. Uzos) — коммуна во Франции, находится в регионе Аквитания. Департамент — Атлантические Пиренеи. Входит в состав кантона Узом, Гав и Рив-дю-Не. Округ коммуны — По.
Код INSEE коммуны — 64550.

## География

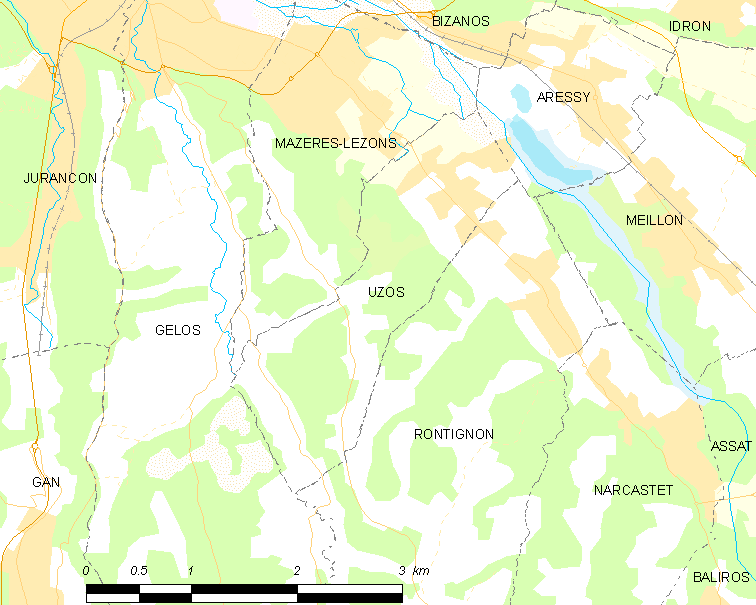
Карта коммуны

Коммуна расположена приблизительно в 660 км к югу от Парижа, в 180 км южнее Бордо, в 5 км к юго-востоку от По.
На юго-западе коммуны протекает река Суст.

### Климат
Климат тёплый океанический. Зима мягкая, средняя температура января — от +5°С до +13°С, температуры ниже −10 °C бывают редко. Снег выпадает около 15 дней в году с ноября по апрель. Максимальная температура летом порядка 20-30 °C, выше 35 °C бывает очень редко. Количество осадков высокое, порядка 1100 мм в год. Характерна безветренная погода, сильные ветры очень редки.

## Население
Население коммуны на 2010 год составляло 730 человек.
| 1962 | 1968 | 1975 | 1982 | 1990 | 1999 | 2010 |
| ---- | ---- | ---- | ---- | ---- | ---- | ---- |
| 269  | 361  | 524  | 560  | 664  | 708  | 730  |

## Администрация
| Период | Период | Фамилия   | Партия                    | Примечания |
| ------ | ------ | --------- | ------------------------- | ---------- |
| 1995   | 2020   | Жан Отакс | Союз за народное движение |            |

## Экономика
В 2010 году среди 424 человек трудоспособного возраста (15-64 лет) 313 были экономически активными, 111 — неактивными (показатель активности — 73,8 %, в 1999 году было 65,3 %). Из 313 активных жителей работали 291 человек (163 мужчины и 128 женщин), безработных было 22 (6 мужчин и 16 женщин). Среди 111 неактивных 37 человек были учениками или студентами, 47 — пенсионерами, 27 были неактивными по другим причинам.

## Достопримечательности
- Церковь Св. Иакова (1850 год)[4]